# Todo Deportes TV
Todo Deportes Televisión o simplemente TDTV, es un canal de televisión por suscripción de deportes hondureño. Es propiedad de la empresa Campeones S.A. de C.V.

## Programación

### Programas actuales
- CongreSoccer
- Deportes Kairos
- El Curubito
- El Deporte al Instante
- El Lobby
- El Post Juego
- Fútbol de Primera Radio
- Fútbol Mundial
- Fútbol Total HN
- La Controversia
- La Libreta
- La Liga LFP
- La Voz del Deporte
- Palabra Deportiva
- Panorama Deportivo
- Todo Deportes: El Programa de los Campeones
- Todo Deportes Radio